# WWE Raw 2
WWE Raw 2: Ruthless Aggression, noto semplicemente come WWE Raw 2, è un videogioco di wrestling del 2003, sviluppato da Anchor Inc. e pubblicato da THQ in esclusiva per Xbox su licenza della World Wrestling Entertainment.

## Caratteristiche
All'inizio del gioco si avrà la possibilità di scegliere il tipo di allineamento (ovvero le amicizie/inimicizie tra il giocatore e gli altri lottatori, utilizzati in modalità Carriera), e durante tutto il corso del gioco il comportamento del giocatore qualificherà il lottatore come "face" (ad esempio con incoraggiamenti agli altri lottatori) o "heel" (ad esempio con attacchi di sorpresa).  Il giocatore può anche modificare le simpatie ed antipatie del proprio personaggio.  WWE RAW 2 permette inoltre ai giocatori di modificare a piacimento i propri lottatori preferiti.
Per la prima volta nella serie, una modalità "Stagione" è stata inclusa nel gioco, permettendo ai giocatori di interagire con altri lottatori fuori dallo spogliatoio, stringere alleanze e ingaggiare un manager.
Il gioco presenta molte arene dove la WWE ha organizzato eventi tra il 2002 e il 2003, incluse quelle dove si sono svolti gli eventi pay-per-view.
Nuovi tipi di incontro sono stati inclusi nel gioco, come l'Hell in a Cell, il TLC e la Royal Rumble. Si può anche modificare l'entrata del proprio lottatore con ingressi e musiche personalizzate. Il gioco è stato anche lodato per un roster molto aggiornato.

## Modalità di gioco
Per completare con successo una stagione, al giocatore è richiesto di giocare 12 mesi di spettacoli Raw e SmackDown! e di eventi pay-per-view, per poi finire la stagione con il WWE Championship o con il WWE World Heavyweight Championship. Le migliori stagioni fanno guadagnare punti che possono essere scambiati nella sezione Hall of Fame con capi d'abbigliamento e video di entrata. Tuttavia, questi elementi possono anche essere "rubati" (steal) durante gli eventi. Le probabilità di ricevere una Title shot è relazionata al completamento con successo delle opportunità concesse dal videogioco durante la stagione, per lo più basate sulla popolarità del personaggio usato.  Tuttavia, ci sono altri fattori che possono colpire il pubblico, quali il livello di amicizia verso gli altri personaggi, gli attacchi a sorpresa, gli incoraggiamenti o l'uso ripetitivo di call-out.
Ci sono alcune incongruenze tra l'implementazione della modalità stagione e le effettive regole della WWE:
- se il giocatore sta lottando per un titolo, la cintura può essere vinta anche per squalifica, andando contro le regole della WWE;
- se due superstar stanno combattendo per una cintura, un terzo giocatore può interferire nel combattimento e vincere il titolo;
- le Divas sono in grado di vincere dei titoli mondiali;
- durante la Royal Rumble, si può scendere dal ring in qualunque modo senza essere eliminati. In base alle regole della "Royal Rumble" questo è possibile solo se non si supera la terza corda del ring

## Roster
| Superstars | Divas |
| --- | --- |
| - A-Train - Batista - Big Show - Billy Gunn - Billy Kidman - Booker T - Bradshaw - Brock Lesnar - Bubba Ray Dudley - Chavo Guerrero - Chris Jericho - Christopher Nowinski - Christian - Chuck Palumbo - Crash - Edge - Goldust - Goldberg - Hardcore Holly - Hulk Hogan - The Hurricane - Jamie Noble - John Cena - Kane - Kevin Nash - Lance Storm - Mark Henry - Matt Hardy - Randy Orton - Rhyno - Ric Flair - Rico - Rikishi - Rob Van Dam - The Rock - Scott Steiner - Shannon Moore - Shawn Michaels - Spike Dudley - Steve Austin - Tajiri - Test - Tommy Dreamer - Triple H - The Undertaker - Val Venis - William Regal | - Jacqueline - Jazz - Lita - Molly Holly - Nidia - Stacy Keibler - Stephanie McMahon - Terri - Torrie Wilson - Trish Stratus - Victoria |

## Arene
- Raw
- SmackDown!
- Armageddon
- Backlash
- Judgment Day
- King of the Ring
- No Mercy
- No Way Out
- Royal Rumble
- SummerSlam
- Survivor Series
- Unforgiven
- Vengeance
- WrestleMania XIX